# Oļegs Antropovs
Oļegs Pyotrovich Antropovs (Shymkent, 5 de novembro de 1947 – 15 de outubro de 2023) foi um jogador de voleibol da Letônia que competiu pela União Soviética nos Jogos Olímpicos de 1968.
Em 1968, ele fez parte da equipe soviética que conquistou a medalha de ouro no torneio olímpico, no qual jogou em quatro partidas.

## Morte
Antropovs morreu no dia 15 de outubro de 2023 aos 75 anos.